# Exochus elimatus
Exochus elimatus là một loài tò vò trong họ Ichneumonidae.